# Тані Юн

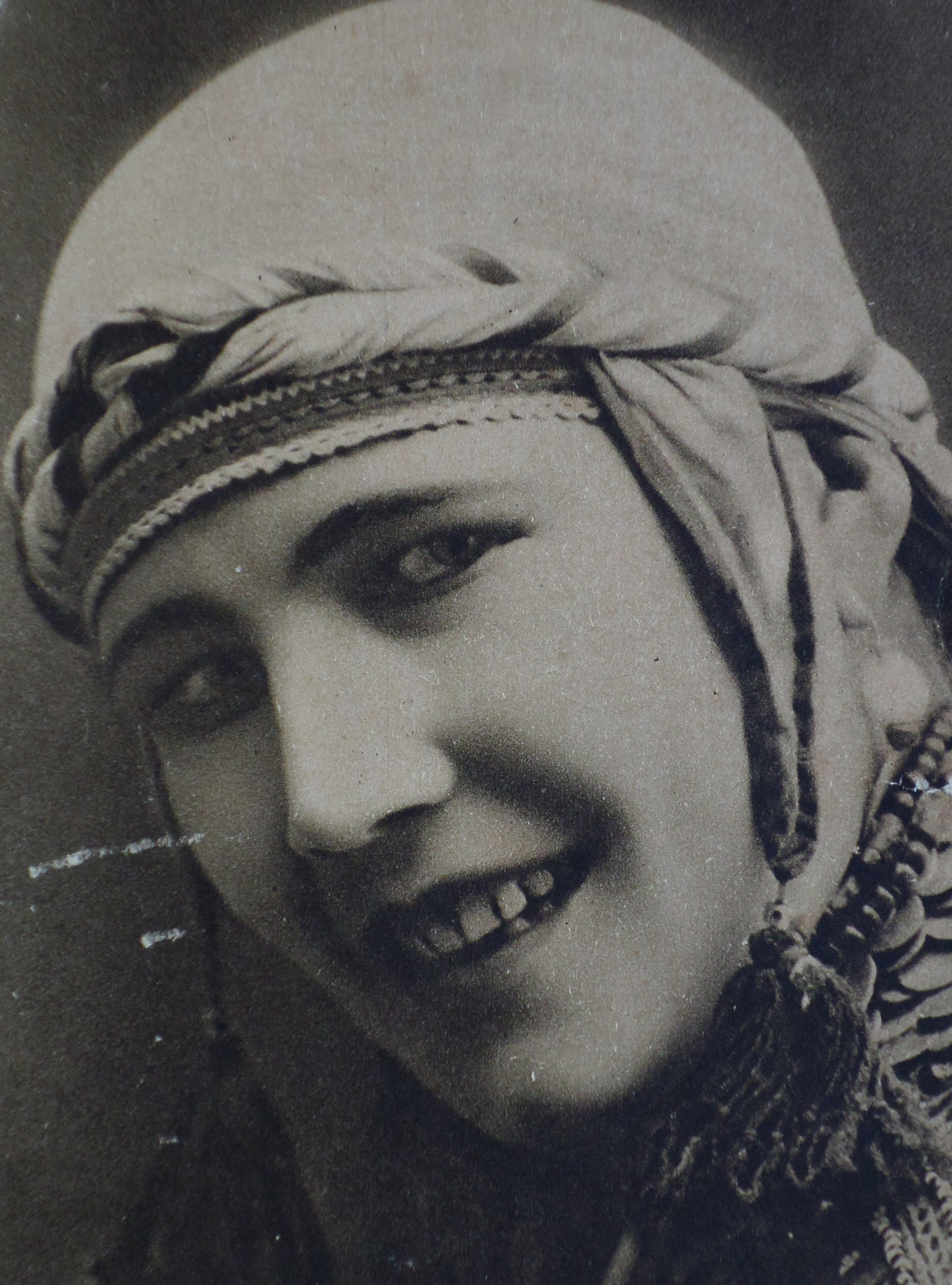
Світлина 1920-х

Таниі Юн (справжнє ім'я Тетяна Степанівна Максимова-Кошкінська; 28 січня 1903, Чербай, Бадаєвська Волость, Ядринський повіт, Казанська губернія, Чувашія — 6 жовтня 1977) — чуваська театральна та кіноакторка, чуваська драматургиня, перекладачка, мемуаристка.

## Життєпис
Народилася в сім'ї селянина середняка Стефана Бурашникова. Закінчила військово-спортивну московську школу, працювала інструктором фізкультури у Чебоксарах.
У 1924 закінчила студію при Чуваському драмтеатрі.
У 1937 як жінка «ворога народу» була звільнена із театру. 5 грудня 1937 трійкою НКВД Чувашії була засуджена заочно за статтею «контрреволюційна діяльність» терміном на 8 років з утриманням у Карлазі.
У січні 1940 НКВД Чувашії скасував постанову трійки; була звільнена із зняттям судимості.
Мешкала у Москві.

### Родина
Чоловік — Яким Максимов-Кошкінський (1893—1975) — чуваський актор та режисер, організатор чуваського театру і студії «Чувашкіно», драматург, перекладач, сценарист, народний артист Чувашії.
- донька Ізида (1930—1963); дружина поета Петра Градова (1925—2003);
  - онука Тетяна — знялася у стрічці «Операція И та інші пригоди Шуріка» (Л.Гайдая) — роль неспокійної дівчинки Лєни;
  - онук Андрій Градов[3] (нар. 1954) — кіноактор.

## Творчість

### КІнематограф
Знімалися у перших фільмах студії «Чувашкіно».
Ролі в кіно
- 1926 — «Волзькі бунтарі» / чув. Атăл пăлхавçисем — мати
- 1927 — Сарпіке / чув. Сарпике — Сарпике(головна роль)
- 1928 — Чорний стовп / чув. Хура юпа — Уркка
- 1928 — Вихор на Волзі/ чув. Атăл çинчи тăвăл — Мар'є
- 1930 — «Праля» / чув. Аппайка — Таїса
- 1931 — Священна рощі / чув. Кіремет каті
- 1932 — Пам'ятай/ чув. Асту! — голова колхозу

1937—1940 рр. майже усі чуваські кінокартини, у яких знімалася Тані Юн, були знищені.

### Ролі в театрі
Чуваський державний академічний драматичний театр ім. К. В. Іванова
- «Аристократи» М. Погодина — Сонька
- «Після балу» М.Погодіна — Людмила
- «Вовки та вівці» (чув. Кашкёрсемпе сурёхсем) О. Островського — Глафіра
- «Платон Кречет» О. Корнійчука — Ліда
- «Аніса» О. Калгана — Аніса
- «Отелло» Вільям Шекспір — Емілія
- Трактирниця «Мірандоліна» Карло Ґольдоні — Мірандоліна
- «Ліза Короткова» Микола Айзман — Матрьона
- «Тăван çĕршывра» (У рідному краї) — Маруся

### Перекладацька та літературна діяльність
Перекладала починаючи з 1935:
«Оповідання» Теодора Драйзера, та інших авторів.
У 1972 опублікувала книжку спогадів «Дні та роки минулі» (чув. Иртнĕ кунсем-çулсем; перевидана у 2013). У передмові написано: «Гадаю,… я щаслива. Можливо, не всі мої бажання виконувалися. У моєму житті немало було і образливого і гіркотного. Але все ж — щаслива! Тому, що я актриса».